# Ukrajinščina
Ukrajinščina ali ukrajinski jezik (українська мова, ukrajins'ka mova) je uradni jezik Ukrajine, materni jezik približno 33 milijonov ljudem, še 6 milijonom pa drugi jezik.
Večina govorcev ukrajinščine živi v Ukrajini razširjen pa je tudi v Rusiji, Belorusiji, Kazahstanu, Belgiji, pri potomcih ukrajinskih emigrantov v Kanadi, ZDA, Argentini, Avstraliji in Nemčiji ter v osrednjih in vzhodnih državah Evrope (na Poljskem, Slovaškem, Češkem, Hrvaškem, Madžarskem, v Romuniji, Moldaviji, Srbiji ter Bosni in Hercegovini), kjer ima status manjšinskega jezika. Ukrajinščina je eden izmed treh uradnih jezikov nepriznane Pridnestrske republike ter nepriznane Republike Krim.
Ukrajinščina je vzhodnoslovanski jezik, ki si deli skupnega prednika z beloruščino ter ruščino - starovzhodnoslovanščino, ki je razpadla sočasno z zatonom Kijevske Rusije in se razvijala v več ločenih vejah na območju Moskovske kneževine ter v Veliki litovski kneževini. V slednji je bila v rabi pisna različica vzhodnoslovanskih govorov, ki je odražala narečne značilnosti zahodnih (poznejših beloruskih) in pozneje tudi jugozahodnih (poznejših ukrajinskih) govorov starovzhodnoslovanščine. Od 14. stoletja pa vse do sredine 18. stoletja so na območju Ukrajine uporabljali staro ukrajinščino, na koncu 18. stoletja pa se je oblikoval sodobni ukrajinski jezik. Ukrajinščina je bila pod Ruskim imperijem in kasnejšo Sovjetsko zvezo tarča rusifikacije in večjega števila prepovedi rabe in poučevanja v šolah ter vsakdanjem življenju. Knjižni jezik se je začel oblikovati proti koncu 18. stoletja, še posebej z delom Eneida Ivana Kotljarevskega, pomembno vlogo pri tem pa je imel tudi Taras Ševčenko. Ukrajinščina se zapisuje v ukrajinski cirilici.
Najstarejši ukrajinski spomeniki so pravni akti iz 14. in 15. stoletja, Peresopniški evangelij (Пересопницьке Євангеліє 1556—1561) in Ključ nebeškega kraljestva Gerasima Daniloviča Smotrickega (Ключ царства небесного 1587). 

## Klasifikacija
Ukrajinski jezik spada k vzhodnoslovanski podskupini slovanskih jezikov.
Čeprav se pogosto pojavljajo primerjave med ukrajinščino in ruščino, je ukrajinščini najbližje beloruščina, leksikalno pa je bližje poljščini in bolgarščini. Od 9. do 11. stoletja sta beloruščina in ukrajinščina delno nastajala na skupnem dialektu – zlasti severna ukrajinska narečja so vplivala na pogovorni beloruski jezik. Oba naroda sta v 16. stoletju imela skupen pisni jezik. 
Ukrajinščina je tako kot ostali vzhodnoslovanski jeziki fleksiven jezik. 

### Posebnosti ukrajinščine
Nekatere značilnosti ukrajinskega jezika, po katerih se razlikuje od drugih vzhodnoslovanskih jezikov:
Fonetične posebnosti:
- v knjižni ukrajinščini se samoglasniki v nenaglašenih zlogih ne reducirajo (ne spreminjajo kakovosti) v izgovoru. V ukrajinščini torej ni akanja. Obstaja nekaj izjem, kjer je /o/ prešel v /a/ (гарячий 'vroč')
- prehod staroruskih /ê/, /o/ in /e/ v zaprtih zlogih, ki so nastali po redukciji polglasnikov, v /i/ (снiг  'sneg', сiль 'sol', нic 'nesel je'; starorusko снҍгъ, соль, неслъ)
- v knjižnem jeziku sta se staroruska /i/ in /y/ poenotila v trdi /y/, ki se zapisuje z и: милий [милий] 'prijeten'
- soglasniki pred /e/ in /i/ niso mehčani: несли 'nesli', великий 'velik'
- /е/ preide v /о/  po šumnikih in po /j/, če jim sledi trdi soglasnik, ne glede na naglasno mesto: чоловíк 'moški, mož', жóна 'soproga',  шóстий 'šesti', йогó 'njegov'
- prehod /l/ v dvoustnični /w/ v praslovanskih skupinah *TъlT, *TьlT, *TolT in v glagolski priponi -*lъ: вовк 'volk', повний  'poln', жовтий  'rumen', знав 'vedel je'
- na koncu besede ni prilikovanja oz. soglasniki ohranijo zvenečnost: дуб [dub] 'hrast', нiж [niž] 'nož', рiг [riɦ] 'rog'
- /c′/ je vedno mehek v izglasju (палець 'prst', кiнець 'konec')
- podaljšava mehčanega soglasnika [l'], [n'], [t'], [s'], [z'], [č'], [c'], [š'], [ž'] v soglasniškem sklopu z [j]: весілля 'poroka', нiччю 'ponoči'

Oblikoslovne posebnosti:
- raba zvalnika oz. vokativa: брáте, сину, сéстро
- v nasprotju z ruščino je ohranjena staroruska paradigma samostalnikov srednjega spola tipa тeля (rus. телёнок) 'tele'
- ohrani se orodniška končnica -ою, -ею brez krajšanja v -oй, -eй: з водою 'z vodo', із землею  'z zemljo'
- dajalniški končnici samostalnikov moškega spola v ednini -oвi, -eвi nista odvisni od osnove: братовi 'bratu', коневi 'konju'
- kratke oblike pridevnikov ženskega in srednjega spola v imenovalniku in tožilniku: нова  'nova', нову 'novo', нове 'novo', новi 'novi'
- infinitiv z osnovo na -ти: нести 'nesti', носити 'nositi', читати 'brati' in izguba infinitiva na *-či: пекти́ 'peči', могти́ 'moči'
- ohranil se je pluskvamperfekt (predpreteklik): купував був 'bil kupoval'
- sintetična tvorba prihodnjika: купуватиму 'bom kupoval', битимеш  'boš tepel'
- nenaglašena /i/ in /o/ sta na začetku besede izginila (грати 'igrati'), sta se pa pojavila pred soglasniškim sklopom (iржа 'rja')

Nekatere značilnosti ukrajinskega jezika sovpadajo z značilnostmi določenih beloruskih in ruskih narečij, npr. v jugo-zahodnem beloruskem narečju imajo samostalniki ženskega spola ednine v orodniku končnice -ою, -ею (сц’анóю 's steno', з’амл’óю/з’амл’éю 'z zemljo'), prihodnjik tvorijo s pomočjo infinitiva glagolov na яць 'jeti, začeti' (раб’íц’му 'bom delal', раб’íц’м’еш 'boš delal').

## Pisava
| 1   | 2   | 3   | 4   | 5   | 6   | 7   | 8   | 9   | 10  | 11  |
| А а | Б б | В в | Г г | Ґ ґ | Д д | Е е | Є є | Ж ж | З з | И и |
| 12  | 13  | 14  | 15  | 16  | 17  | 18  | 19  | 20  | 21  | 22  |
| І і | Ї ї | Й й | К к | Л л | М м | Н н | О о | П п | Р р | С с |
| 23  | 24  | 25  | 26  | 27  | 28  | 29  | 30  | 31  | 32  | 33  |
| Т т | У у | Ф ф | Х х | Ц ц | Ч ч | Ш ш | Щ щ | Ь ь | Ю ю | Я я |

Do 18. stoletja so za pisanje uporabljali klasično cirilsko pisavo, v 16. in 17. stoletju pa vzporedno s to še kozaški kurziv. V 17. stoletju je Peter Mogila poenostavil cirilsko pisavo. 
Danes za zapis ukrajinskega jezika uporabljajo prilagojeno cirilico iz 33 črk. Posebnost ukrajinske cirilice v primerjavi z drugimi so črke Ґ, Є in Ї (prvo uporabljajo tudi v beloruski pisavi). Pišejo se po mehčanih soglasnikih. Ї pomeni /ji/ na začetku besede ali zloga. 
Skozi zgodovino so za zapis ukrajinščine uporabljali tudi različice latinice. Danes ukrajinska latinica nima enotnih pravil in uradnega statusa, njena uporaba pa je zelo omejena. Določena so le pravila transkripcije iz cirilice v latinico. Razprave o poenotenju in možni uvedbi latinice v ukrajinski pravopis so se začele v Galiciji in Bukovini v letih 1830-1850 ter se nadaljevale leta 1920 v Sovjetski zvezi. 
V ukrajinščini se trdi znak piše z apostrofom (з'їзд, 'izvoz'), včasih tudi namesto mehkega znaka (ь), kadar po pravilih ukrajinske fonologije mehčanje ni možno (сім'я, sim'ja, 'družina'). Na poseben način izgovarjajo tudi diftonge ДЖ, ДЗ in ДЗЬ: na stiku pripone in korena se izgovarjajo ločeno (піджарити, pidžaryty, 'peči, pražiti', віджилий, vidžylyj, 'zastarel', підземний, pidzemnyj, 'podzemen', підзирати, pidzyraty, 'opazovati'), če pa se nahajajo znotraj korena besede, se berejo kot en zvok [d͡ʒ], [d͡z] in [d͡zj] (джерело, džerelo, 'vir, izvir', бджола, bdžola, 'čebela', дзьоб, dz'ob, 'kljun').

### Pravila za prečrkovanje v slovenščino
Za prečrkovanje uporabljamo abecedno tabelo (zgoraj). Ukrajinska cirilica ne temelji na fonetičnem principu. Problem pri prečrkovanju so fonemi, za katere v slovenščini nimamo približka. To so и (trdi i, ki se prečrkuje kot y) ter razlikovanje med mehkejšim in tršim g in h. 

### Domačenje in ustaljena pisave
Pri prečrkovanju z domačenjem se izognemo zapisu za glasove, ki jih slovenščina ne pozna: и - trdi i (y) zamenjamo z i (namesto natančnega prečrkovanja Миколаїв v Mykolajiv kar Mikolajiv); ne ponavljamo soglasnikov (namesto Vynnycja kar Vinica), ne pišemo kh ampak kar h.
V nekaterih primerih za ukrajinska imena uporabljamo uveljavljene eksonime: Kijev, Lvov, Harkov, Černobil, Zaporožje.

## Narečja
Ukrajinska narečja se delijo v tri narečne skupine: 
- severna narečna skupina (північне, поліське наріччя) – ima veliko značilnosti beloruščine, pod vplivom katere se je tudi oblikovala.
- jugo-zahodna narečna skupina (південно-західне наріччя) – odlikuje jo vpliv tujih jezikov (poljski, slovaški, madžarski ...). Značilnosti te narečne skupine so vidne v južno-ruskem govoru in v govoru večine potomcev ukrajinskih priseljencev v ZDA, Kanadi in drugih državah.
- jugo-vzhodna narečna skupina (південно-східне наріччя) – za razliko od ostalih dveh skupin je najbolj homogena. Je osnova za sodobni ukrajinski knjižni jezik (skupaj z jugo-zahodno narečno skupino). Vpliv te skupine je viden pri ukrajinskih priseljencih v Rusiji, Kazahstanu in Kirgiziji.

V severovzhodnih delih Ukrajine je viden vpliv beloruščine in ruščine. Severna narečja se razlikujejo od knjižnega jezika predvsem v fonetiki (v izgovorjavi in naglasih), jugo-zahodna narečja so fonetično bližje knjižni ukrajinščini. Še najbolj se od knjižnega jezika razlikuje zakarpatsko narečje. Na osnovi karpatskih narečij Slovaške, Poljske, Ukrajine in Madžarske se je oblikoval pokrajinski mikrojezik – rusinščina. 
Na vzhodu in jugu Ukrajine ter v osrednjih delih mnogi Ukrajinci govorijo mešanico ukrajinskega in ruskega jezika – suržik (суржик). Za ta jezik je značilna ukrajinska gramatika in fonetika ter mešana rusko-ukrajinska leksika. 
Posebnosti južnih narečij so: nejasnost v izgovorjavi nenaglašenih |е| in |i|: |се/ило| 'podeželje, vas',  |ве/ ишневий| ' višnjev', |зе/илений| 'zelen', kar je vidno tudi v knjižnem jeziku, čeprav naj bi se pravilno izgovarjalo po etimologiji  |село|, |вишневий|, |зелений|. Razlikuje se tudi po končnici -ю v prvi osebi ednine in -e v tretji osebi ednine sedanjika glagolov |ходю́| 'hodim', |носю́| 'nosim', |хо́де| 'hodi', |но́се| 'nosi' (knj. |хо́джу|, |но́шу|, |хо́дить|, |но́сить|). 
Govori jugo-zahodne narečne skupine so teritorialno precej manj razširjeni kot govori jugo-vzhodne narečne skupine. Od njih se razlikujejo po: trdi izgovorjavi |р|: |бура| 'nevihta', |гира| 'utež', |радно| 'rjuha' (|буря|, |гиря|, |рядно|);  končnici -є namesto -я in odsotnosti dolgega soglasnika (v pisavi dvojni soglasnik) v besedah |життя| 'življenje', |весілля| 'poroka', |зілля| 'napoj', ki se izgovarjajo kot |житє|, |весілє|, |зілє|; po končnicah samostalnikov |батькови| 'očetu', |ковальови| 'kovaču', |коньом| 's konjem', |земльою| 'z zemljo', |на поли| 'na polju' (|батькові|, |ковалеві|, |конём|, |землею|, |на полі|) in v nekaterih narečjih po končnici -ий pri pridevnikih, ki se sklanjajo po mehki sklanjatvi in imajo v knjižnem jeziku končnico -ій: |синий| 'moder', |третий| 'tretji' (|синій|, |третій|).

## Zgodovina jezika
Osnovno hipotezo za izvor ukrajinskega jezika je postavil Aleksej Šahmatov, ki pravi, da je ukrajinščina nastala kot rezultat razpada starovzhodnoslovanščine, verjetno istočasno z ruskim in beloruskim – v 14. in 15. stoletju. 
Nekateri jezikoslovci zagovarjajo tezo neodvisnega razvoja jezika, ki izhaja iz dejstva, da je starovzhodnoslovanščina bila izključno knjižni jezik. Tako naj bi bil nastanek ukrajinščine ter ruščine in beloruščine povezan z razpadom praslovanščine. 

### 9.-14. stoletje
Ukrajinski jezik se je razvil iz starovzhodnoslovanščine, ki pa izvira iz praslovanščine (6. stoletje).  
Do 14. stoletja na območju starovzhodnoslovaskega jezika ni bilo večjih narečnih razlik. Georgij A. Haburgajev zgodnje vzhodnoslovansko območje deli na dve narečni skupini: jugo-vzhodnoslovansko in severo-vzhodnoslovansko. Od 8. do 11. stoletja je središče južnega dela bilo Podneprovje (Подніпров’я ali Наддніпрянщина), središče severnega dela pa Priilmenje (Приільменська низовина), od koder so se govorci vzhodnoslovanskih govorov razselili po vsem območju bodoče Kijevske Rusije. Govorci južno-vzhodnoslovanskih narečij so zajeli območja današnjega ukrajinskega, beloruskega in jugo-vzhodnega ruskega jezika, govorci severo-vzhodnoslovanskih govorov pa območja severnega dela bodočega ruskega jezika. Tisti čas je za vzhodnoslovansko območje veljala narečna enotnost. V 14. stoletju pride do oblikovanja ločenih vzhodnoslovanskih jezikov, ki je povezano z nastankom Litovske kneževine na zahodu in mongolsko-tatarskimi vpadi. 

### 15.-18. stoletje
Ozemlja današnje Ukrajine in Belorusije so postala del Velike litovske kneževine, kjer se je oblikoval uradovalni jezik, ki je odražal narečne značilnosti zahodnih (poznejših beloruskih) in jugozahodnih (poznejših ukrajinskih) govorov starovzhodnoslovanščine. Obdobje 15. stoletja je zaznamovalo prepletanje starejših literarnih tradicij in lokalnih dialektnih značilnosti. Cerkev je ohranjala vpliv s staroslovanskimi besedili, ki so služila kot temelj za pisno kulturo, medtem ko so upravne in uradne potrebe spodbujale razvoj nove terminologije in slogovnih prilagoditev.
Po oblikovanju Republike obeh narodov leta 1569 je na razvoj jezika močno vplivala poljščina. V tistem času se začnejo poskusi nastanka knjižnega jezika na osnovi cerkvenega in s primesjo narečnih govorov. Pojavljajo se prevodi cerkvenih knjig v narodni jezik, ki pa ni zajel vseh. Menili so, da lahko v narodnem jeziku pišejo le interpretacije duhovnih besedil. Nastali so spomeniki, kot so Пересопницьке Євангеліє (Peresopnicki evangelij 1556—1561), Житомирське Євангеліє (Žitomirski evangelij 1571) in Тріо́дь пісна (Postni triod 1627). 
Na koncu 16. stoletja se začnejo pojavljati slovnice, v katerih želijo normirati staroukrajinščino. Med njimi je najbolj znana slovnica M. Smotrickega (Ґрамма́тіки Славе́нския пра́вилное Cv́нтаґма 1619), dvojezično cerkvenoslovansko-staroukrajinsko leksikografsko delo Лексис Lavrencija I. Zizanija (1596) ter Лексикон славеноросский Pamva Berinde (1627). 
V 17. in 18. stoletju je narečje vse bolj vplivalo na knjižni jezik, zlasti v delih raznih avtorjev. Na koncu 18. stoletja je zaradi priključitve ukrajinskega ozemlja k Ruskem imperiju nad knjižno ukrajinščino nadvladala ruščina. V Ruskem imperiju je bil jezik označen za »malorusko narečje« ter bil sistematično zatiran ter žrtev več prepovedi uporabe v šolah in v javnem življenju.

### Od 18. stoletja naprej
Pisni jezik ni sovpadal z ukrajinskim pogovornim jezikom. Na prehodu iz 18. v 19. stoletje se je na osnovi pogovornega jezika razvil nov ukrajinski knjižni jezik. Prvi avtor, ki je pisal v tem jeziku, je bil Ivan Kotljarevski, ki je na osnovi jugozahodnih narečij oblikoval knjižni jezik. Prav na tem območju se je najprej začela razvijati ukrajinska narodna kultura v prvi polovici 19. stoletja. V povsem lingvističnem smislu se je kodifikaciji knjižnega jezika bolj približal Ivan Nekraševič, ki je skušal ustvariti normo knjižnega jezika na osnovi severnih narečij. 
Postopoma je v 19. in začetku 20. stoletja carska oblast začela zatirati in omejevati ukrajinski jezik, ki ga je označevala za »malorusko narečje«. 1804 je bila ukrajinščina prepovedana v šolah. Dosledno in sistematično izkoreninjanje ukrajinskega jezika se je odrazilo v Valuevski okrožnici leta 1863, ki je prepovedala tiskanje knjig v ukrajinskem jeziku, z izjemo leposlovja. Leta 1876 je vlada dopolnila Valuevsko okrožnico z prepovedjo uvoza kakršnih koli knjig v ukrajinščini, ki so jih izdajali v tujini. Leta 1896 je cenzura dovolila izdajo 58% ukrajinskih tekstov. Uredba je obstala v veljavi do leta 1905. 
Na območju zahodne Ukrajine so v 19. stoletju vzporedno z oblikovanjem norm knjižnega jezika, poskušali ustvariti umetniški jezik na osnovi cerkvenoslovanske in ruske slovnice s primesjo ukrajinskih in poljskih leksemov. V tem jeziku so izhajali razni časopisi in revije. V letih 1887-1893 ga je v vodilnih rusofilnih publikacijah zamenjala ruščina. 
Veliko vlogo pri oblikovanju ukrajinskega knjižnega jezika na prehodu iz 19. v 20. stoletje je imel Ivan Franko, ki je prispeval k oblikovanju skupnih norm ukrajinskega knjižnega jezika. 
V 20. in 30. letih 20. stoletja je med zgodnjo sovjetsko politiko korenizacije ukrajinski jezik dosegel velik razvoj. Leta 1921 je bil na Ukrajinski znanstveni akademiji ustanovljen Inštitut ukrajinskega znanstvenega jezika. Oblikovali so katedro za ukrajinski jezik. Izdan je bil rusko-ukrajinski slovar (1924-1933) in razni učbeniki ukrajinskega jezika. Z zatiranjem in poboji intelektualcev, ki se je poimenovalo usmrčena renesansa, pod Josifom Stalinom se je obdobje preporoda končalo, vrnila se je agresivna politika rusifikacije. 

### Sodobni knjižni jezik
Nastal je na osnovi srednjepodneprovskih govorov jugo-vzhodne narečne skupine. Knjižni jezik so normirali Kotljarevski in njegovi nasledniki: Jevgenij P. Grebenko in Lev I. Borovikovski na osnovi  poltavskega narečja, Kvitka G. Fjodorovič na osnovi sloboždanskih narečij. Oče sodobnega ukrajinskega knjižnega jezika naj bi bil Taras Ševčenko, ki je uporabil narečje južnih Kijevcev. V knjižni jezik so vključene tudi značilnosti drugih jugo-vzhodnih narečij, v manjši meri tudi severnih in jugozahodnih. 

## Jezikovne značilnosti

### Fonetika
Ukrajinščina pozna 48 fonemov:
- 6 samoglasniških: /ɑ/ — а, /ɛ/ — е, /i/ — і, /u/ — у, /ɔ/ — о, /y/ — и;
- 32 soglasniških:  /m/ — м, /n/ — н, /nʲ/— нь, /b/ — б, /d/ — д, /d͡z/ — дз, /d͡zʲ/ — дзь, /d͡ʒ/ — дж, /dʲ/ — дь, /ɡ/ — ґ, /p/ — п, /t/ — т, /t͡s/ — ц, /t͡sʲ/ — ць, /t͡ʃ/ — ч, /tʲ/ — ть, /k/ — к, /w/ —в, /j/ — й, /ɦ/ — г, /z/ — з, /zʲ/ — зь, /ʒ/ — ж, /f/ — ф, /s/ — с, /sʲ/ — сь, /ʃ/ — ш, /x/ — х, /l/ — л, /lʲ/ — ль, /rʲ/ — рь, /r/ — р
- 10 mehkih diftongov:     /ɲː/ — нн, /ɟː/ — дд, /cː/ — тт, /ʎː/ — лл, /t͡sʲː/ — цц, /zʲː/ — зз, /sʲː/ — сс, /t͡ʃʲː/ — чч, /ʒʲː/ — жж, /ʃʲː/ — шш

#### Samoglasniki
Ukrajinščina pozna 6 samoglasnikov: /ɑ/ — a, /ɛ/ — e, /i/— i, /u/ — y, /ɔ/ — o, /y/ — и. 
Ukrajinski samoglasniki se v knjižnem jeziku izgovarjajo izrazito in dosledno tako v naglašenem položaju kot v nenaglašenem. V slednjem se izgovarjajo nekoliko krajše in posledično bolj kakovostno, kar je vidno pri samoglasnikih s podobnimi artikulacijskimi značilnostmi. V ukrajinščini ni kratkih reduciranih samoglasnikov, le v pogovornem jeziku je možna delna redukcija nenaglašenih samoglasnikov in njihovo približevanje drug k drugemu. 
Združitev /j/ s samoglasnikom izražajo posebne črke я, є, ї, ю (яблуко 'jabolko', юний 'mlad', п'єса 'igra, drama', їдкий 'jedek'). Z dvema črkama pišejo йо in v nekaterih narečjih йи.  

#### Soglasniki
Večina ukrajinskih soglasnikov ima tri kategorije:  trd, mehčan (palataliziran) in dolg soglasnik (л, лй, лл або н, нй, нн.). V pisavi se te kategorije odražajo s posebnim znakom za mehkost (-ь) in trdost (apostrof), dolžino soglasnika pa zapišemo z zaporedjem dveh istih črk. Glasova [d͡z] – дз in [d͡ʒ] – дж nimata posebnih črk, oba se pišeta z dvema črkama. 
V ukrajinščini je veliko dolgih soglasniških glasov, ki realizirajo dve enaki soglasniški črki.
| /nʲ/  | знання 'znanje'    | [znɑˈɲːɑ]    | [знан':а́]   |
| /dʲ/  | суддя 'sodnik'     | [suˈɟːɑ]     | [суд':а́]    |
| /tʲ/  | життя 'življenje'  | [ʒɪ̞ˈcːɑ]     | [жиет':а́]   |
| /lʲ/  | зілля 'napoj'      | [ˈzʲiʎːɑ]    | [з'і́л':а]   |
| /t͡sʲ/ | міццю 'nad utrdbo' | [ˈmʲit͡sʲːu]  | [м'і́ц':у]   |
| /zʲ/  | мотуззя 'vrv'      | [moˈtuzʲːɑ]  | [моуту́з':а] |
| /sʲ/  | колосся 'klas'     | [kɔˈlɔsʲːɑ]  | [коло́с':а]  |
| /t͡ʃ/  | обличчя 'obraz'    | [ɔˈblɪt͡ʃʲːɑ] | [обли́ч’:а]  |
| /ʒ/   | збіжжя 'zrno'      | [ˈzbʲiʒʲːɑ]  | [зб'і́ж’:а]  |
| /ʃ/   | затишшя 'zatišje'  | [zɑˈtɪʃʲːɑ]  | [зати́ш’:а]  |

V nekaterih jugo-vzhodnih narečjih je /rʲ/ asimiliral sledeči /j/ in tvoril dolg mehek [rʲː], npr. пірря [ˈpirʲːɐ] [п'і́р':а], knjižno пір’я [ˈpirjɐ] [п'і́рйа] 'perje'. Besed s črko ґ [g] je zelo malo (ґанок 'balkon', ґудзик 'gumb'). V nekaterih starejših besedilih črka г označuje tako h kot g. 

### Morfologija

#### Samostalnik
Samostalniki se v ukrajinščini sklanjajo v sedmih sklonih: imenovalniku (називний), rodilniku (родовий), dajalniku (давальний), tožilniku (знахідний), orodniku (орудний), mestniku (місцевий) in zvalniku (кличний). 
Delijo se v štiri sklanjatvene vzorce:
1. sklanjatev – samostalniki moškega spola z osnovo na soglasnik in samostalniki srednjega spola s končnicami imenovalnika ednine -о, -е, -я (брат ‛brat’, гай ‛gaj’, село ‛vas’, поле ‛polje’, знання 'znanje').
| Sklon | ednina  | ednina  | ednina  | ednina  | ednina  | množina | množina | množina | množina | množina  |
| Imen. | брат    | гай     | село    | поле    | знання  | брати   | гаї     | села    | поля    | знання   |
| Rod.  | брата   | гаю     | села    | поля    | знання  | братiв  | гаїв    | сiл     | полiв   | знаннь   |
| Daj.  | братови | гаєви   | селу    | полю    | знанню  | братaм  | гаям    | селам   | полям   | знанням  |
| Tož.  | = rod.  | = imen. | = imen. | = imen. | = imen. | = rod.  | = imen. | = imen. | = imen. | = imen.  |
| Orod. | братом  | гаєм    | селом   | полем   | знанням | братaми | гаями   | селами  | полями  | знаннями |
| Mest. | братови | гаю     | селi    | полi    | знаннi  | братaх  | гаях    | селах   | полях   | знаннях  |
| Zval. | брате   | гаю     | = imen. | = imen. | = imen. | = imen. | = imen. | = imen. | = imen. | = imen.  |

2. sklanjatev – samostalniki ženskega in moškega spola s končnicami v imen. ed. -а, -я (сестра ‛sestra’, межа ‛meja’, надiя ‛upanje’.
| Sklon. | ednina  | ednina | ednina | množina  | množina | množina |
| Imen.  | сестра  | межа   | надiя  | сестри   | межi    | надiї   |
| Rod.   | сестри  | межi   | надiї  | сестрeр  | меж     | надiй   |
| Daj.   | сестрi  | межi   | надiї  | сестрaм  | межaм   | надiям  |
| Tož.   | сестру  | межу   | надiю  | = rod.   | = imen. | = imen. |
| Orod.  | сестрoю | межею  | надiєю | сестрaми | межaми  | надiями |
| Mest.  | сестрi  | межi   | надiї  | сестрaх  | межaх   | надiях  |
| Zval.  | сестрo  | межe   | надiє  | = imen.  | = imen. | = imen. |

3. sklanjatev – samostalniki ženskega spola z osnovo na soglasnik (подорож ‛potovanje’, вiсть ‛novica’ in samostalnik мати 'mati'.
| Sklon | ednina    | ednina  | množina    | množina |
| Imen. | подорож   | вiсть   | подорожi   | вiстi   |
| Rod.  | подорожi  | вiстi   | подорожeй  | вiстeй  |
| Daj.  | подорожi  | вiстi   | подорожaм  | вiстям  |
| Tož.  | = imen.   | = imen. | = imen.    | = imen. |
| Orod. | подорiжжю | вiстю   | подорожaми | вiстями |
| Mest. | подорожi  | вiстi   | подорожaх  | вiстях  |
| Zval. | подорожe  | вiстe   | подорожi   | вiстi   |

4. sklanjatev – samostalniki srednjega spola s končnicami -а, -я v imenovalniku ednine in s priponami -ат-, -ен-, -ят- v odvisnih sklonih (iм’я ‛ime’, лоша ‛žrebe’).
| Sklon | ednina         | ednina  | množina | množina  |
| Imen. | iм’я           | лоша    | iмена   | лошата   |
| Rod.  | iменi          | лошати  | iмен    | лошат    |
| Daj.  | iменi          | лошатi  | iменам  | лошатами |
| Tož.  | = imen.        | = imen. | = imen. | = imen.  |
| Orod. | iменем (iм’ям) | лошам   | iменами | лошатами |
| Mest. | iменi          | лошатi  | iменах  | лошатах  |

#### Pridevnik
Pridevnik se v ukrajinščini ujema s samostalnikom v spolu, sklonu in številu. Po pomenu se pridevniki delijo na kakovostne (якісні) in odnosne/razmerne (відносні), med katere spadajo tudi vrstni ter svojilni pridevniki (присвійні). 
Lahko imajo dolgo ali kratko obliko. Kakovostni pridevniki moškega spola se v ednini večinoma uporabljajo v dolgi obliki (тихий вечiр 'tihi večer'). Kratka oblika je značilna za majhno skupino pridevnikov, ki se uporabljajo zlasti v poeziji (ясен мiсяць 'jasen mesec'). 
V nasprotju z ruščino je za pridevnike ženskega in srednjega spola ednine ter pridevnike vseh spolov množine v imenovalniških in tožilniških oblikah značilen izpad intervokala  -/j/ in zlitje samoglasnikov (ukr. бiла rus. белая 'bela', ukr. бiле rus. белое 'belo', ukr. бiлi rus. белые 'beli, bele'). 
Svojilni pridevniki se tvorijo iz živih samostalnikov z dodajanjem pripon -ов (-ев, -ів), -ин (-ін, -їн), -ач (-яч): батькiв заповiт 'očetova oporoka', сестрин зошит 'sestrin zvezek'. 
Kakovostni pridevniki se stopnjujejo tako na analitični kot sintetični način. 
Primernik (вищий ступінь) se tvori s priponami -іш, -ш: сильний 'močen' — сильніший 'močnejši'; довгий 'dolg' — довший 'daljši'. Včasih pri tvorjenju pride do izpada -к-, -ок-, -ек- v osnovi: тонкий 'tanek' — тонший 'tanjši'; глибокий 'globok' — глибший 'globlji'. Pogosto se v osnovi asimilira soglasnik, ki stoji pred pripono: високий 'visok' — вищий 'višji'; дорогий 'drag' — дорожчий 'dražji'. Po analitičnem načinu primernik tvorimo tako, da osnovniku dodamo besedo більш 'bolj', менш 'manj': яскравий 'jasen, barvit'— більш яскравий 'bolj jasen/bolj barvit', швидкий 'hiter' — менш швидкий 'manj hiter'. 
Presežnik (найвищий ступінь) se tvori z dodajanjem predpone най- 'naj-': сильніший 'močnejši'— найсильніший 'najmočnejši, червоніший — найчервонiший (rdeč – v sln. le po analitičnem načinu – bolj rdeč – najbolj rdeč). Presežnik je lahko okrepljen s pomočjo členkov як- 'kot, kakor' in що- 'kaj': якнайсильніший, щонайсильніший (v sln. mogoče le s predpono naj- 'najmočnejši'). Po analitičnemu načinu primerniku pridevnika le še dodamo predpono naj-, tako dobimo besedi найбільш 'najbolj', найменш 'najmanj': найбiльш сильний 'najbolj močen', найменш сильний 'najmanj močen'. 

#### Glagol
Glagolu lahko določimo kategorijo vida, naklona, časa, osebe, števila, načina in spola (v pretekliku). Ukrajinščina pozna dve osnovni spregatvi glagolov. Prva ima glagolsko pripono -е-, -є- (tretja oseba množine ima pripono -у-, -ю), druga pa -и-, -ї- (v tretji osebi množine -а-, -я-). Izjeme so дати 'dati', бути 'biti', їсти 'jesti', *вісти 'povedati', ki so atematski glagoli. 
| Oseba  | 1. spregatev   | 1. spregatev   | 2. spregatev   | 2. spregatev   | atematski glagoli | atematski glagoli | atematski glagoli | atematski glagoli |
| Oseba  | gl. pripona -е | gl. pripona -е | gl. pripona -и | gl. pripona -и | atematski glagoli | atematski glagoli | atematski glagoli | atematski glagoli |
| Oseba  | ed.            | mn.            | ed.            | mn.            | ed.               | mn.               | ed.               | mn.               |
| 1. os. | веду           | ведемо         | кричу          | кричимо        | їм                | їмо               | дам               | дамо              |
| 2. os. | ведеш          | ведете         | кричиш         | кричите        | їси               | їсте              | даси              | дасте             |
| 3. os. | веде           | ведуть         | кричить        | кричать        | їсть              | їдять             | дасть             | дадуть            |

##### Glagolski čas
V ukrajinščini razlikujejo štiri glagolske čase: sedanjik (теперішній час), ki ga tvorijo le nedovršni glagoli: читає 'berem'; preteklik (минулий час): читав 'bral je', читала 'brala je'; predpreteklik (давноминулий час): читав був 'je bil bral', читала була 'je bila brala'; prihodnjik (майбутній час): прочитає 'prebral bom', буде читати, читатиме 'bral bom'). V sedanjiku in prihodnjiku se glagoli spregajo glede na osebo in število, v pretekliku in predpretekliku le glede na število, v ednini pa še glede na osebo. 
Prihodnjik se tvori na dva načina: analitično in sintetično. Nedovršni glagoli tvorijo prihodnjik na oba načina. Zloženo oz. analitično z glagolom biti in nedoločnikom (бути 'biti': буду писати 'bom pisal') ter nezloženo oz. sintetično z  zlitjem nedočnika z oblikami starega pomožnega glagola яти 'začeti, jeti; vzeti' (иму, имешь): писатиму (< писати иму). Dovršni glagoli tvorijo le prost prihodnjik: напишу 'napisal bom'. Z odtenkom modalnosti se uporabljajo analitične oblike z glagolom маю 'imam': що маю робити 'kaj moram narediti'. 
Preteklik se v ukrajinščini tvori s priponami -в-/-л- in končnicami spolov -ø, -а, -о, -и (написав 'napisal', написала 'napisala', написалo 'napisalo', написали 'napisali'). Pri tvorjenju preteklika pride v osnovi glagolov do spremembe е — i: нес-ти 'nesti' — нiс nesel je'. 
Predpreteklik se tvori analitično s pretekliškimi oblikami glagola in s preteklikom pomožnega glagola бути 'biti' (був вів 'je bil vodil', було вело 'je bilo vodilo', була вела 'je bila vodila', були вели 'so bili vodili'). 

### Besedišče
Osnovno besedišče ukrajinščine sestavljajo besede slovanskega (земля 'zemlja', голова 'glava', син 'sin', лiто 'poletje', риба 'riba', бджола 'čebela') in vzhodnoslovanskega izvora (сiм’я 'družina', бiлка 'veverica' собака 'pes', сорок 'štirideset', дев’яносто 'devetdeset'). Pri tem so nekatere besede vzhodnoslovanskega izvora spremenile svoj pomen v primerjavi z beloruščino in ruščino (ukr. чоловiк 'soprog, mož, moški' – ru. человек, blr. чалавек — ukr. людина 'človek'). 
Po leksikalni sestavi je ukrajinščini najbližje beloruščina, saj sta oba jezika bila pod močnim vplivom poljščine (v 15. stoletju je ozemlja današnje Ukrajine in Belorusije zasedla Republika obeh narodov). Blizu ukrajinščini so poleg beloruščine in poljščine (ukr. дякую, pl. dziękuję, 'hvala'; ukr. час, pl. czas 'čas')  tudi slovaščina, češčina, bolgarščina in slovenščina. Veliko besed je ukrajinščina prevzela tudi iz grščine (левада 'travnik'), latinščine (iндукцiя 'indukcija'), ruščine (завод 'tovarna', гучномовець 'zvočnik'), turkovskih jezikov (гарбуз 'buča), nemščine (дах 'streha') in iz angleščine (danes najbolj razširjeno prevzemanje večinoma pri mladih in v mednarodni komunikaciji, kjer je angleščina zamenjala ruščino; мiтинг 'sestanek', трамвай 'tramvaj').
Od 18. do 20. stoletja so besede iz zahodnoevropskih jezikov v ukrajinščino prihajale preko ruščine (v vzhodnem delu Ukrajine) in poljščine (v Galiciji) ali pa so jih ukrajinske kulturne osebnosti prinesle direktno iz teh jezikov. 